# Neivamyrmex lieselae
Neivamyrmex lieselae é uma espécie de formiga do gênero Neivamyrmex.